# Heliophanus bolensis
Heliophanus bolensis este o specie de păianjeni din genul Heliophanus, familia Salticidae, descrisă de Wesolowska în anul 2003. Conform Catalogue of Life specia Heliophanus bolensis nu are subspecii cunoscute.